# Андрус Ківірягк

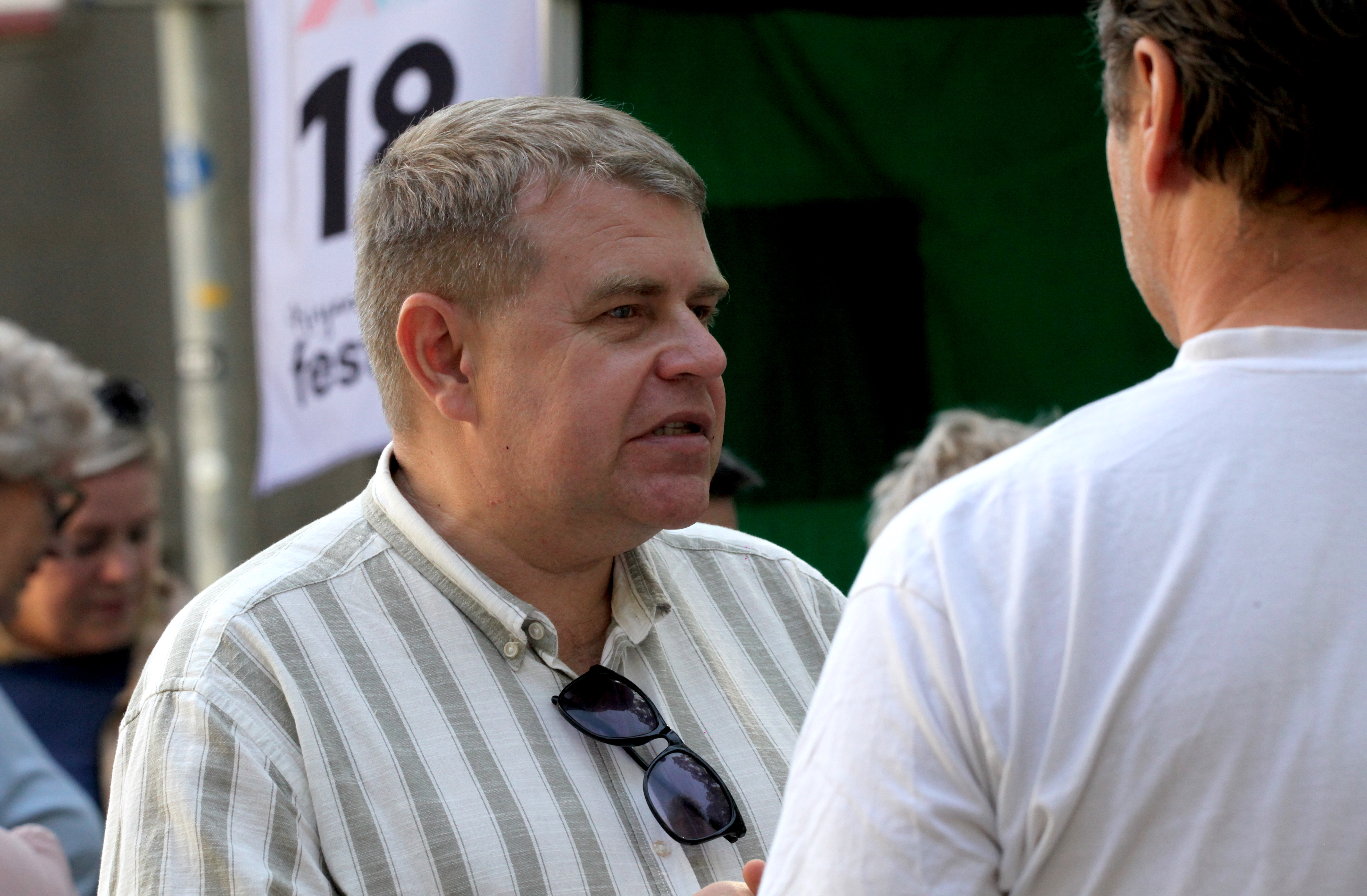
Андрус Ківірягк (2021)

Андрус Ківірягк (ест. Andrus Kivirähk; *17 серпня 1970, Таллінн) — естонський письменник. Станом на 2004 рік було продано 25 000 примірників його роману Rehepapp ehk November («Старий Барни, або Листопад»), що зробило його найпопулярнішим естонським письменником 21-го століття. Його книга Mees, kes teadis ussisõnu (Людина, яка говорила зміїною мовою) (2007) стала однією з найбільш продаваних книг в Естонії. З 1996 року є членом Спілки письменників Естонії (Eesti Kirjanike Liit).

## Життєпис
Андрус Ківірягк народився 17 серпня 1970 року в Таллінні.
Перше оповідання він написав у віці 15 років. Закінчив Тартуський університет за спеціальністю журналістика. Працює колумністом у газеті «Eesti Päevaleht», де щотижня публікує статті-думки або гумористичні тексти.
Член Спілки письменників Естонії з 1996 року.
Брат Андруса, Юхан Ківірягк, — відомий в Естонії соціолог.

## Творчість
Письменницька діяльність Ківірягка відрізняється різноманітністю напрямків та стилів. Він успішний як у дитячій літературі, так і в драматургії. Андрус Ківірягк опублікував 3 романи. Один з них, «Гуменний, або листопад» (ест. Rehepapp ehk november), станом на 2008 рік був проданий тиражем більше ніж 32 000 екземплярів, що робить Ківірягка найпопулярнішим естонським письменником 2000-х років. Однак в одному з інтерв'ю автор заявив, що «можливо не напише більше жодного роману».
Твори Ківірягка перекладені норвезькою, латиською, фінською та російською мовами. За мотивами деяких дитячих творів зняті мультфільми. Спектаклі за його п'єсами йдуть в Естонському драматичному театрі. У 2015 році в репертуарі театру було 5 п'єс Ківірягка: «Aabitsa kukk», «Kevadine Luts», «Eesti matus», «Vassiljev ja Bubõr ta tegid siia…» та «Vombat».

## Титули, нагороди і премії
- 1993 — премія Оскара Лутса (гумор)
- 1995, 2000, 2006, 2014 — річна премія естонської літератури
- 1998 — премія Фрідеберта Туґласа (новели)
- 2000 — премія Таммсааре (романи)
- 2001, 2007 — літературна премія Вірумаа
- 2004 — орден Білої зірки V-го класу
- 2007 — державна культурна премія Естонської Республіки
- 2006 — Nukits — найкращий дитячий письменник («Лімпа і пірати», «Limpa ja mereröövlid»)
- 2008 — Nukits — найкращий дитячий письменник («Лотте з села винахідників», «Leiutajateküla Lotte»)
- 2008 — літературна премія Едуарда Вільде («Останній, хто знав зміїну мову», «Mees, kes teadis ussisõnu»)
- 2008 — естонська фантастична премія Stalker — найкраща оригінальна книга
- 2010 — Nukits — найкращий дитячий письменник («Кака і весна», «Kaka ja kevad»)[6]
- 2011 — латвійська премія імені Яніса Балтвілкса (дитяча література)